# Highland Heights, Ohio
Highland Heights là một thành phố thuộc quận Cuyahoga, tiểu bang Ohio, Hoa Kỳ. Năm 2010, dân số của thành phố này là 8345 người.

## Dân số
- Dân số năm 2000: 8082 người.
- Dân số năm 2010: 8345 người.